# Marder

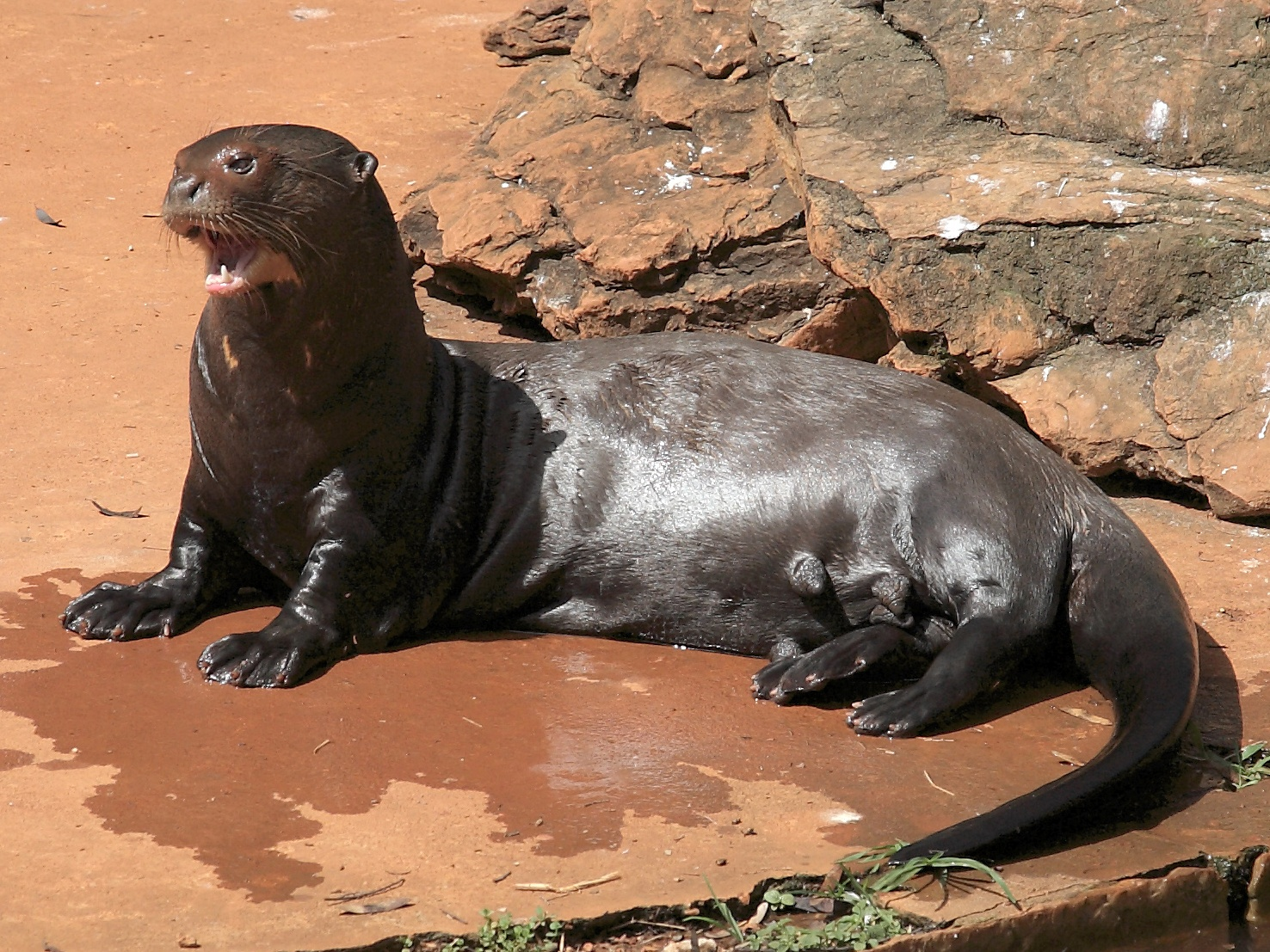
Der Riesenotter ist eine der größten Marderarten

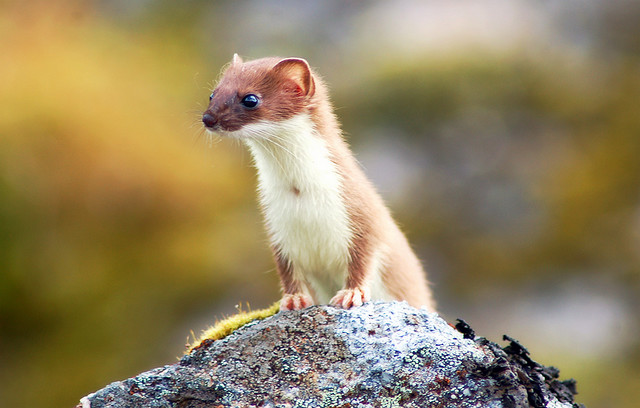
Das Mauswiesel ist die kleinste Marderart

Die Marder (Mustelidae) sind eine Familie hundeartiger Raubtiere (Canoidea). Während zur Familie der Marder unter anderem auch Otter, Dachse, Iltisse, Nerze und Wiesel gehören, sind in der Umgangssprache mit „den Mardern“ meistens die Echten Marder (Martes) – unter anderem Stein- und Baummarder – gemeint. Die Skunks oder Stinktiere, die früher ebenfalls zu den Mardern gerechnet wurden, werden heute meist als eigene Familie betrachtet.

## Merkmale
Für die meisten Marder ist ein langgestreckter, schlanker und geschmeidiger Körperbau typisch, lediglich Dachse und Vielfraße sind stämmig und eher plump gebaut. Das Fell ist meist vorwiegend braun oder schwarz gefärbt, bei einigen Arten sind Flecken, Streifen oder Kehlzeichnungen vorhanden. Mehrere Arten besitzen auffällige Gesichtszeichnungen aus kontrastierenden hellen und dunklen Bereichen. So zeigen etwa die eurasischen Dachse ein Muster aus schwarzen und weißen Bändern. Der Nutzen ist nicht ganz klar. Möglicherweise soll es potentiellen Raubfeinden signalisieren, dass es sich um ein wehrhaftes Tier handelt und damit abschreckt. Einige Arten, wie etwa der Tigeriltis, der Zorilla oder das Libysche Streifenwiesel, sind am ganzen Körper auffällig gezeichnet. Diese Marder sind in der Lage, stinkende Flüssigkeiten aus ihren Analdrüsen auszustoßen. Nördliche Arten, namentlich das Hermelin, das Langschwanzwiesel und das Mauswiesel sind in der Lage, die Fellfarbe im Verlauf der Jahreszeiten von weiß im Winter zu braun im Sommer zu wechseln. Dieser extreme Farbwechsel findet allerdings nur in den nördlichen Verbreitungsteilen dieser Arten statt. Die Färbung wird über Hormone gesteuert und hängt von der Tageslichtmenge und der Temperatur ab. Der Schwanz der meisten Marder ist relativ lang und dicht behaart, Dachse besitzen allerdings relativ kurze Schwänze. Kurz sind in der Regel die Gliedmaßen, jeder Fuß trägt fünf gebogene, nicht einziehbare Krallen. Der Schädel ist durch eine kurze Schnauze und relativ kleine Ohren charakterisiert. Die Anzahl der Zähne variiert je nach Art von 28 bis 38; ein charakteristisches Merkmal ist der Verlust des zweiten oberen Molars. Die meisten Marder haben gut entwickelte Analdrüsen, ähnlich den Skunks, deren Sekret zur Reviermarkierung und bei einigen Arten auch zur Verteidigung eingesetzt werden kann. Die Analdrüsen sind bei den Ottern allerdings schwach ausgebildet und fehlen beim Seeotter offenbar ganz. Alle Marder tragen Tasthaare, die insbesondere bei den Ottern sehr stark ausgeprägt sind, um auch unter Wasser vom Kopf abzustehen.
Der Körperbau der verschiedenen Marder entspricht ihrer Jagd- und Lebensweise. Während die Wiesel Zehengänger sind, können Dachse als echte Sohlengänger gelten. Einige baumlebende Vertreter der Familie, wie die Marder im engeren Sinne (Gattung Martes), bewegen sich teilweise auf den Sohlen, teilweise auch auf den Zehen. Wiesel und Iltisse sind langgestreckt, um Kleintieren in unterirdische Gänge folgen zu können. Dachse leben ebenfalls zum Teil unterirdisch und besitzen einen gedrungenen Körper und kräftige Grabklauen. Baumbewohnende Marder kennzeichnen sich durch scharfe Kletterkrallen und lange Schwänze, die als Balancierorgan dienen. Die halbaquatischen und aquatischen Marder, wie etwa Otter und Nerze, zeichnen sich durch langgestreckte, torpedoförmige Körper und kräftige Ruderschwänze aus, die teilweise sogar seitlich abgeflacht sind. Die Beine der Wassermarder sind kurz und mit Schwimmhäuten versehen. Allerdings besitzen die Nerze nur unvollständige Schwimmhäute. Am stärksten ans Wasserleben angepasst ist der Seeotter, dessen Hinterfüße an die von Robben erinnern.
Im Vergleich zu anderen Raubtieren sind die meisten Marder eher klein, der Größenunterschied zwischen den kleinsten und größten Mitgliedern dieser Familie ist jedoch beträchtlich: Er reicht vom winzigen Mauswiesel, dem mit etwa 25 g Körpergewicht kleinsten Vertreter der Raubtiere überhaupt, bis zu den Seeottern, Riesenottern und Vielfraßen, die ein Gewicht von über 30 Kilogramm erreichen können. Die meisten Arten weisen einen ausgeprägten Geschlechtsdimorphismus hinsichtlich der Körpergröße auf: Männchen werden im Schnitt um 25 % schwerer als Weibchen. Männliche Marder besitzen einen Penisknochen, der bei den verschiedenen Arten unterschiedlich geformt ist.
Das Gebiss ist sehr variabel und seine Ausprägung hängt von der Ernährungsweise ab. Je nach Art besitzen die Marder 28 bis 38 Zähne. Alle besitzen das für Raubtiere typische Scherengebiss, das aus dem vierten oberen Prämolaren und dem ersten unteren Molaren gebildet wird und die auch als Reißzähne bezeichnet werden. Diese sind bei spezialisierten Fleischfressern wie den Wieseln besonders scharf, während sie bei anderen kräftig angelegt sind und eine regelrechte Brechschere bilden, um harte Schalen aufzubrechen. Insbesondere der Seeotter, der Kapotter und der Zwergotter, die größtenteils von Schalentieren leben, besitzen starke Reißzähne, die an Backenzähne erinnern. Bei diesen Arten sind auch die Backenzähne selbst besonders kräftig ausgebildet. Die Eckzähne der Marder sind lang, die Schneidezähne unspezialisiert.

## Verbreitung und Lebensraum
Marder sind nahezu weltweit verbreitet, sie fehlen lediglich im australisch-ozeanischen Raum, auf Madagaskar, den karibischen und anderen abgelegenen Inselgruppen sowie in der Antarktis. Die Mehrzahl der Marderarten kommt in Eurasien vor. Afrika beherbergt neun Arten von Mardern, Südamerika ist Heimat von vier verschiedenen Ottern, zwei Grisons (Gattung Galictis), des Patagonischen Wiesels sowie von drei Mustela-Arten. Dazu kommt die Tayra, die auch die südlichsten Teile Nordamerikas besiedelt. Auch der Südamerikanische Fischotter und das Großgrison bewohnen neben Südamerika teile Mittel- und damit Nordamerikas. Darüber hinaus kommen in Nordamerika Silberdachs, Vielfraß, Fichtenmarder, Fischermarder (Pekan), Nordamerikanischer Fischotter, der Mink und vier Wiesel- beziehungsweise Iltisarten (Gattung Mustela) vor. Auf Neuseeland wurden die beiden Marderarten Hermelin und Mauswiesel durch den Menschen angesiedelt.
Die verschiedenen Arten der Marder bewohnen eine Vielzahl von Habitaten, wie gemäßigte und boreale Wälder sowie tropische Regenwälder, auch Steppen, Savannen und Tundragebiete. Allerdings dringen sie kaum in extrem trockene Lebensräume vor. Viele Arten sind auf die Nähe von Wasser angewiesen und leben entlang von Flüssen und Seen, einige auch an Meeresküsten. Bei den Ottern ist diese Affinität zum Wasser am stärksten ausgeprägt; der Seeotter bewohnt sogar das offene Meer des Nordpazifiks und kann als nahezu völlig aquatisch lebende Art gelten. Da Marder als relativ kleine Tiere von zahlreichen größeren Prädatoren bejagt werden, sind sie auf Unterschlüpfe als Ruhestätten angewiesen. Vielerorts kommen mehrere Marderarten nebeneinander vor. So leben auf den Britischen Inseln sieben Arten nebeneinander.

## Lebensweise

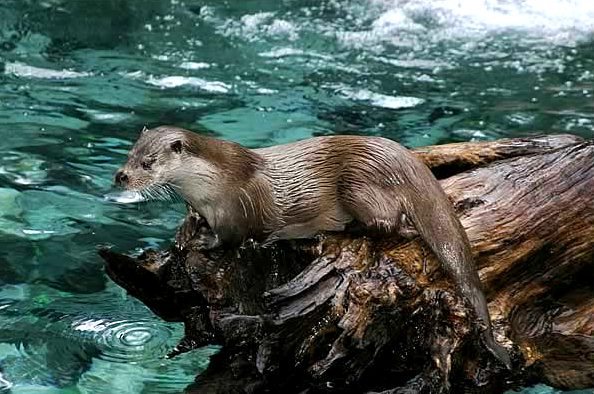
Otter führen eine semiaquatische Lebensweise

Die Mehrzahl der Marderarten ist dämmerungs- oder nachtaktiv, manche gehen jedoch auch am Tag auf Nahrungssuche. Als Ruheplätze verwenden viele Marder selbst gegrabene oder von anderen Tieren übernommene Baue oder andere Unterschlüpfe. Viele Arten sind Bodenbewohner oder dringen dank ihrer schlanken Gestalt bei der Jagd in unterirdische Baue ein, andere halten sich oft auf Bäumen auf. Es gibt zahlreiche ausgezeichnete Schwimmer unter den Mardern, insbesondere die Otter und die Nerze. Die meisten Marderarten sind ganzjährig aktiv. Dachse halten in nördlichen Gebieten jedoch eine Winterruhe, da ihre Nahrung dann schwer erreichbar ist.

### Sozialverhalten
Marder sind eher einzelgängerische und territoriale Tiere, die ihre Reviergrenzen mit dem Sekret ihrer Analdrüsen, mit Urin oder Kot markieren. Der Geruchssinn ist sehr stark ausgeprägt und dient dem Finden von Beute und der Kommunikation mit Artgenossen, auch der Gesichts- und Gehörsinn sind gut entwickelt. Abgesehen von einigen Otterarten und dem europäischen Dachs sind alle Marderarten Einzelgänger. Dabei verteidigen die Weibchen in der Regel Reviere, die groß genug sind, um sich und ihren Nachwuchs zu ernähren. Die Reviere der Männchen sind größer und überlappen stets mit denen mehrerer Weibchen. Die Reviere der Männchen untereinander überlappen in aller Regel nicht, Weibchen sind toleranter, doch scheinen auch bei ihnen nur geringe Überschneidungszonen vorzukommen. Als Resultat entsteht ein jeweils intra-sexuelles Reviersystem, das mit dem des anderen Geschlechts stark überlappt. Die Gruppen der südamerikanischen Riesenotter bestehen meist aus einem züchtenden Paar und einigen Halbwüchsigen sowie dem Nachwuchs des jeweiligen Jahres. Seeotter leben in getrenntgeschlechtlichen Gruppen, die bisweilen erstaunlich groß sein können. So umfassen die Männchengruppen von Seeottern in Alaska bisweilen hunderte Tiere. Die Gruppen der Männchen sind im Gegensatz zu den Weibchengruppen nur periodisch stabil und lösen sich während der Paarungszeit auf. Europäische Dachse leben auf den Britischen Inseln teilweise in gemischtgeschlechtlichen Gruppen von bis zu 23 Tieren. Andernorts in Europa sind sie allerdings Einzelgänger oder leben paarweise. Marder sind in der Regel leise, um keine Aufmerksamkeit von Jägern und potentiellen Beutetieren zu erregen. Lediglich beim direkten Aufeinandertreffen mit anderen Tieren oder Artgenossen ist Lautgebung häufiger zu beobachten. Zwergotter und Riesenotter, zwei Arten, die in Gruppen zusammen leben, verfügen über jeweils mehr als zwölf beziehungsweise neun verschiedene Laute, um sich zu verständigen.

### Fortpflanzung
Die Trächtigkeitsdauer bei den Mardern beträgt in der Regel 30 bis 60 Tage, bei vielen Arten kommt es jedoch zu einer verzögerten Einnistung der befruchteten Eizelle in den Uterus, sodass zwischen Begattung und Geburt etliche Monate liegen können. In der Regel trägt das Weibchen nur einmal im Jahr einen Wurf aus. Neugeborene Marder sind Nesthocker, sie kommen blind und hilflos zur Welt, wachsen aber schnell. Bei den meisten Arten sind die Jungtiere nach zwei Monaten selbständig, die Geschlechtsreife tritt meist zwischen einem halben und zwei Jahren ein. Die Lebenserwartung in freier Natur beträgt üblicherweise fünf bis 20 Jahre.

## Nahrung

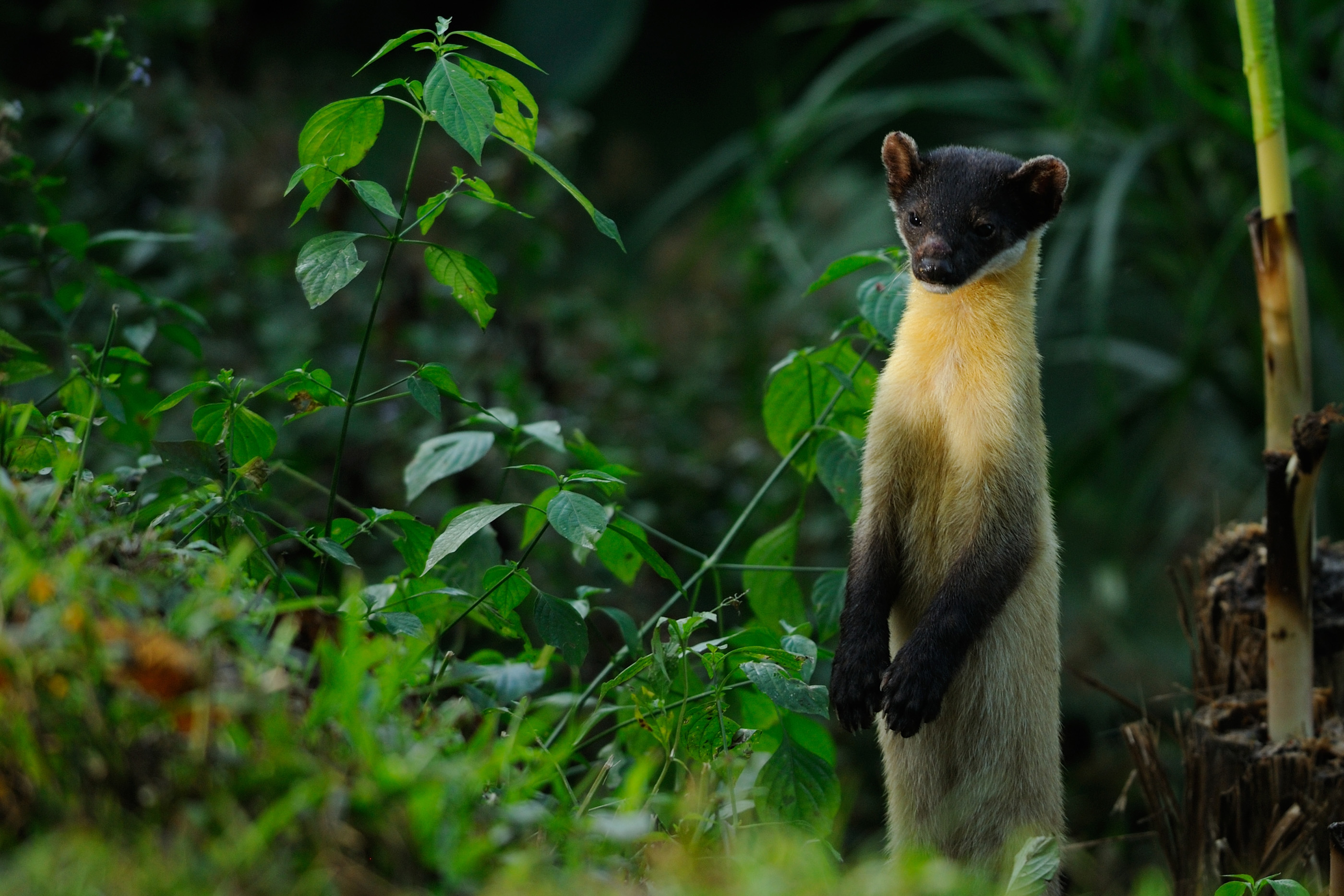
Buntmarder

Marder sind vorrangig Fleischfresser, je nach Art und Jahreszeit nehmen sie in unterschiedlichem Ausmaß aber auch pflanzliche Nahrung zu sich. Das Beutespektrum der Mitglieder dieser Familie ist – auch entsprechend ihrer Größe – beträchtlich. Gemeinsam ist vielen Arten jedoch, dass sie Beutetiere jagen, die oft erheblich größer als sie selbst sind. So erbeuten manche Wieselarten deutlich schwerere Kaninchen, und der Vielfraß greift Tiere von der Größe eines Rentieres an.
An tierischer Nahrung stehen alle Arten von Wirbeltieren, darunter kleine Säugetiere, Vögel und deren Eier, Reptilien, Lurche und Fische, aber auch Insekten, Krebstiere, Würmer und vieles mehr auf ihrem Speiseplan. An pflanzlicher Nahrung werden unter anderem Früchte, Nüsse und Knollen verzehrt.
Dabei sind Wiesel und Iltisse (Mustela) sowie Nerze ausgesprochene Fleischfresser, die auf verschiedene Kleintiere spezialisiert sind und nur gelegentlich Früchte oder Beeren verzehren. Unter ihnen jagen Hermeline und Langschwanzwiesel beispielsweise in erster Linie Hasen und Nager, Mauswiesel dagegen kleinere Nager. Nerze wiederum sind an wasserlebende Beutetiere wie Frösche, Fische, Flusskrebse und aquatische Invertebraten angepasst. Echte Marder (Martes) sind weniger stark auf Fleischkost spezialisiert. Sie ernähren sich je nach Jahreszeit und Verfügbarkeit auch zu größeren Teilen von Früchten und Beeren. Insgesamt kennzeichnen sie sich aber vor allem dadurch, dass sie zum großen Teil baumlebend sind und gefürchtete Feinde von Baumhörnchen darstellen. Der Fischermarder ist darüber hinaus darauf spezialisiert, Urson-Stachelschweine anzugreifen. Auch stellt Aas einen beträchtlichen Anteil der Nahrung dieses Marders dar. Noch stärker ist der deutlich größere Vielfraß auf Aas als Nahrungsquelle angewiesen. Er jagt zwar auch selbst, doch nimmt er häufig die Reste der Beute von Wölfen. Die Sonnendachse scheinen sich vor allem von Kleintieren und Invertebraten zu ernähren. Eurasische Dachse (Meles) sind typische Allesfresser, während der Nordamerikanische Silberdachs weitgehend als Fleischfresser zu bezeichnen ist. Er bildet bisweilen Jagdkoalitionen mit Kojoten, um unterirdisch lebende Nager aufzuspüren und auszugraben. Dabei profitiert der Dachs vom feinen Geruchssinn des Kojoten und der Kojote von den Grabklauen des Dachses. Honigdachse fressen vor allem Kleintiere, Insekten, Wurzeln und Früchte und zeigen eine besondere Vorliebe für Honig. Die Otter ernähren sich vor allem von Fischen, Fröschen und Krustentieren. Seeotter fressen Muscheln, Seeigel und Fische des Meeresgrunds. Um harte Schalen aufzubrechen, benutzen die Tiere Steine als Werkzeuge.

## Verhältnis zum Menschen

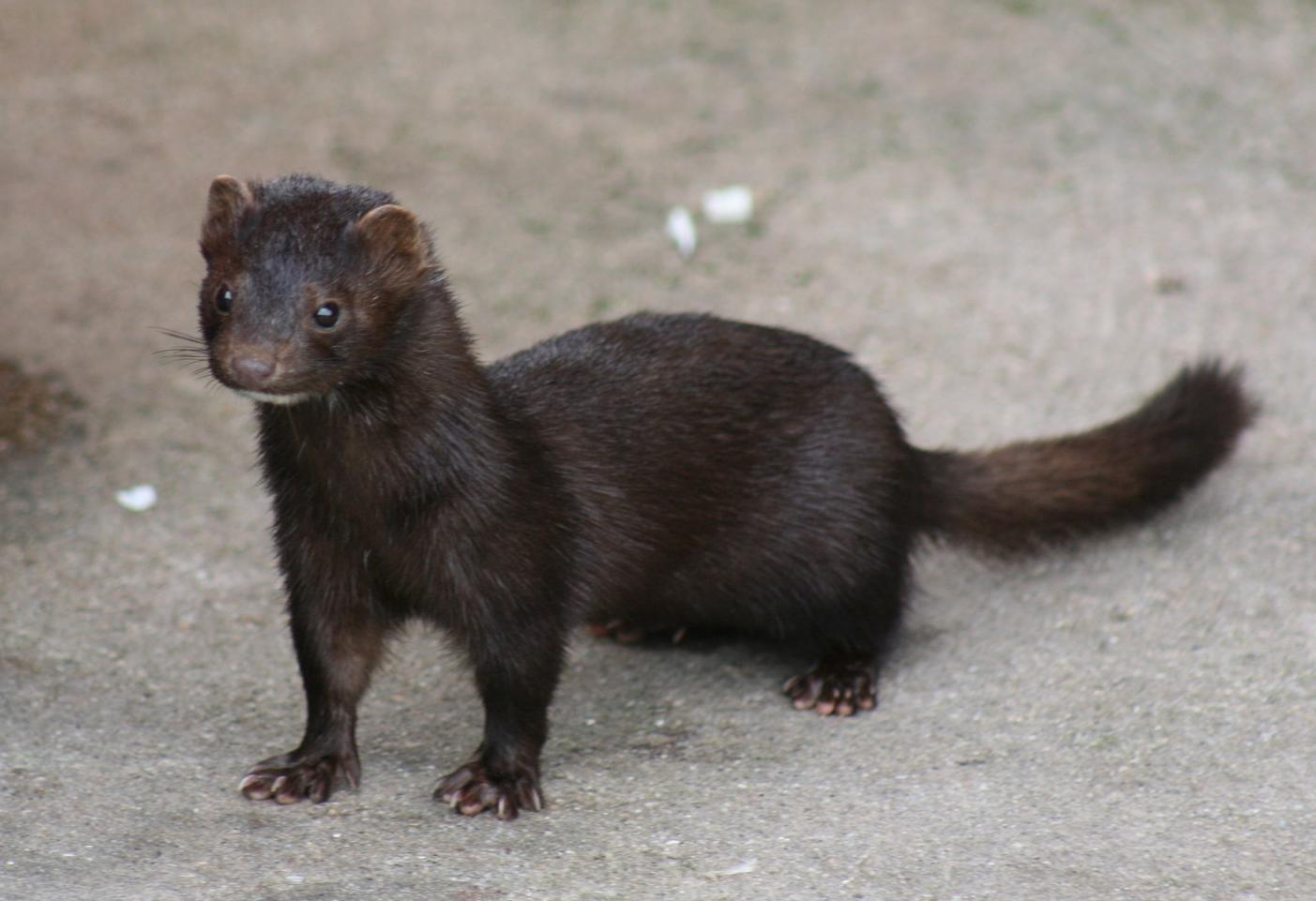
Viele Marderarten, darunter der Amerikanische Nerz, werden wegen ihres Pelzes gejagt

Menschen haben zu vielen Marderarten ein zwiespältiges Verhältnis, einerseits verzehren diese viele als Schädlinge betrachtete Nagetiere und werden deswegen als Haustiere gehalten. Die Frettchen wurden zu diesem Zweck sogar aus den Iltissen domestiziert. Andererseits dringen sie auch manchmal in Geflügel- oder Hasenställe ein und reißen die dortigen Tiere. Sie sind auch als „Kabelbeißer“ gefürchtet (siehe Marderabwehr), obwohl dies nur bei einer Art, dem Steinmarder, vorkommt. Der Europäische Dachs ist darüber hinaus auf den Britischen Inseln als Überträger der Rindertuberkulose bekannt. Mancherorts wird einigen Marderarten noch heute vehement nachgestellt. So gelten Mauswiesel, Iltis und Steinmarder in einigen Regionen Frankreichs als Schadtiere, die legal in Fallen gefangen und getötet werden dürfen.
Viele Arten, darunter Hermelin, Zobel und Nerze werden ihres Pelzes wegen gejagt und manchmal auch in Pelzfarmen gehalten. Die Erschließung des Nordamerikanischen Kontinents wurde zum großen Teil durch Pelztierjäger vorangetrieben, die insbesondere verschiedenen Mardern nachstellten. Neben der Bejagung stellt heute die Zerstörung ihres Lebensraumes die Hauptbedrohung für viele Marderarten dar. Vor allem das Verschwinden von Wäldern und die Gewässerverschmutzung stellen Gefährdungen dar. Eine Marderart, der Seenerz, ist im 19. Jahrhundert durch übermäßige Bejagung ausgestorben. Zu den am stärksten gefährdeten Arten zählen heute der Europäische Nerz und der in freier Wildbahn bereits ausgestorbene Schwarzfußiltis, der nur durch Nachzuchtprogramme in Gefangenschaft überlebt hat. Mittlerweile wurden die Tiere gebietsweise wieder in den Präriegebieten Nordamerikas ausgewildert. Als stark gefährdet (Endangered) gelten neben diesen beiden Arten der Riesenotter, der Küstenotter, der Seeotter, der Südliche Flussotter und der Haarnasenotter. Als gefährdet (Vulnerable) gelten Charsamarder, Tigeriltis, Zwergotter, Indischer Fischotter und Kolumbianisches Wiesel, als gering gefährdet (Near Threatened) werden Schweinsdachs, Vielfraß, Europäischer Dachs, Eurasischer Fischotter und Altaiwiesel eingestuft. Die übrigen Marderarten sind nicht bedroht (35 Arten) oder es fehlen Informationen, um den Status zu beurteilen (6 Arten).

## Systematik
Zur Familie der Marder werden rund 20 Gattungen mit ca. 70 Arten gezählt, damit ist sie die artenreichste Familie der Raubtiere. Während die stammesgeschichtliche Verwandtschaft der Marder weitgehend außer Zweifel steht, war die interne Systematik lange umstritten. Wilson und Reeder (2005) teilten die Familie in nur zwei Unterfamilien, die Otter (Lutrinae) und die Mustelinae, wobei letztere alle anderen Arten außer den Ottern umfassen sollten. Nach jüngeren genetischen Untersuchungen sind allerdings die Mustelinae als paraphyletisch zu betrachten, da verschiedene Gattungen dieser Gruppe näher mit den Ottern als mit anderen Vertretern der Marder verwandt sind. Genetische Studien ergaben weiterhin, dass der Honigdachs und der Silberdachs zwei eigene Entwicklungslinien bilden, die sich besonders früh von den anderen Marderarten getrennt haben. Sie können daher als überlebende Mitglieder jeweils eigener Unterfamilien gelten. Die übrigen Marder bilden eine Gruppe, die man in sechs weitere Unterfamilien aufteilen kann. Dabei stellen die Dachse und die Echten Marder zwei relativ frühe Seitenäste dar, während die Sonnendachse, die Ictonychinae (Grisons, Tigeriltis, Ictonyx, Poecilogale), die Otter und die Mustelinae (Nerze, Iltisse, Wiesel) eine Gruppe bilden, innerhalb derer die Otter und Mustelinae wiederum gemeinsam eine Schwestergruppe bilden. Nicht geklärt ist die Stellung des Patagonischen Wiesels, das in der hier verwendeten Systematik zu den Wieseln und Nerzen gestellt wird.
|                         | \| \| Lutrinae (Otter) \| \| \| \| \| \| Mustelinae (Mustela, Neogale) \| \| \| \| |
|                         |                                                                                    |
|                         | Ictonychinae (Galictis, Vormela, Ictonyx, Poecilogale)                             |
|                         |                                                                                    |
|                         | Helictidinae (Sonnendachse)                                                        |
| Vorlage:Klade/Wartung/3 |                                                                                    |
|                         | Lutrinae (Otter)                                                                   |
|                         |                                                                                    |
|                         | Mustelinae (Mustela, Neogale)                                                      |
|                         |                                                                                    |

|  | Lutrinae (Otter)              |
|  |                               |
|  | Mustelinae (Mustela, Neogale) |
|  |                               |

|  | Guloninae (Echte Marder, Fischermarder, Tayra, Vielfraß) |
|  |                                                          |
|  | Melinae (Dachse, Arctonyx, Meles)                        |
|  |                                                          |

|                         | \| \| Lutrinae (Otter) \| \| \| \| \| \| Mustelinae (Mustela, Neogale) \| \| \| \| |
|                         |                                                                                    |
|                         | Ictonychinae (Galictis, Vormela, Ictonyx, Poecilogale)                             |
|                         |                                                                                    |
|                         | Helictidinae (Sonnendachse)                                                        |
| Vorlage:Klade/Wartung/3 |                                                                                    |
|                         | Lutrinae (Otter)                                                                   |
|                         |                                                                                    |
|                         | Mustelinae (Mustela, Neogale)                                                      |
|                         |                                                                                    |

|  | Lutrinae (Otter)              |
|  |                               |
|  | Mustelinae (Mustela, Neogale) |
|  |                               |

|  | Guloninae (Echte Marder, Fischermarder, Tayra, Vielfraß) |
|  |                                                          |
|  | Melinae (Dachse, Arctonyx, Meles)                        |
|  |                                                          |

|                         | \| \| Lutrinae (Otter) \| \| \| \| \| \| Mustelinae (Mustela, Neogale) \| \| \| \| |
|                         |                                                                                    |
|                         | Ictonychinae (Galictis, Vormela, Ictonyx, Poecilogale)                             |
|                         |                                                                                    |
|                         | Helictidinae (Sonnendachse)                                                        |
| Vorlage:Klade/Wartung/3 |                                                                                    |
|                         | Lutrinae (Otter)                                                                   |
|                         |                                                                                    |
|                         | Mustelinae (Mustela, Neogale)                                                      |
|                         |                                                                                    |

|  | Lutrinae (Otter)              |
|  |                               |
|  | Mustelinae (Mustela, Neogale) |
|  |                               |

|  | Guloninae (Echte Marder, Fischermarder, Tayra, Vielfraß) |
|  |                                                          |
|  | Melinae (Dachse, Arctonyx, Meles)                        |
|  |                                                          |

|                         | \| \| Lutrinae (Otter) \| \| \| \| \| \| Mustelinae (Mustela, Neogale) \| \| \| \| |
|                         |                                                                                    |
|                         | Ictonychinae (Galictis, Vormela, Ictonyx, Poecilogale)                             |
|                         |                                                                                    |
|                         | Helictidinae (Sonnendachse)                                                        |
| Vorlage:Klade/Wartung/3 |                                                                                    |
|                         | Lutrinae (Otter)                                                                   |
|                         |                                                                                    |
|                         | Mustelinae (Mustela, Neogale)                                                      |
|                         |                                                                                    |

|  | Lutrinae (Otter)              |
|  |                               |
|  | Mustelinae (Mustela, Neogale) |
|  |                               |

|  | Guloninae (Echte Marder, Fischermarder, Tayra, Vielfraß) |
|  |                                                          |
|  | Melinae (Dachse, Arctonyx, Meles)                        |
|  |                                                          |

|                         | \| \| Lutrinae (Otter) \| \| \| \| \| \| Mustelinae (Mustela, Neogale) \| \| \| \| |
|                         |                                                                                    |
|                         | Ictonychinae (Galictis, Vormela, Ictonyx, Poecilogale)                             |
|                         |                                                                                    |
|                         | Helictidinae (Sonnendachse)                                                        |
| Vorlage:Klade/Wartung/3 |                                                                                    |
|                         | Lutrinae (Otter)                                                                   |
|                         |                                                                                    |
|                         | Mustelinae (Mustela, Neogale)                                                      |
|                         |                                                                                    |

|  | Lutrinae (Otter)              |
|  |                               |
|  | Mustelinae (Mustela, Neogale) |
|  |                               |

|  | Guloninae (Echte Marder, Fischermarder, Tayra, Vielfraß) |
|  |                                                          |
|  | Melinae (Dachse, Arctonyx, Meles)                        |
|  |                                                          |

|                         | \| \| Lutrinae (Otter) \| \| \| \| \| \| Mustelinae (Mustela, Neogale) \| \| \| \| |
|                         |                                                                                    |
|                         | Ictonychinae (Galictis, Vormela, Ictonyx, Poecilogale)                             |
|                         |                                                                                    |
|                         | Helictidinae (Sonnendachse)                                                        |
| Vorlage:Klade/Wartung/3 |                                                                                    |
|                         | Lutrinae (Otter)                                                                   |
|                         |                                                                                    |
|                         | Mustelinae (Mustela, Neogale)                                                      |
|                         |                                                                                    |

|  | Lutrinae (Otter)              |
|  |                               |
|  | Mustelinae (Mustela, Neogale) |
|  |                               |

|  | Guloninae (Echte Marder, Fischermarder, Tayra, Vielfraß) |
|  |                                                          |
|  | Melinae (Dachse, Arctonyx, Meles)                        |
|  |                                                          |

|                         | \| \| Lutrinae (Otter) \| \| \| \| \| \| Mustelinae (Mustela, Neogale) \| \| \| \| |
|                         |                                                                                    |
|                         | Ictonychinae (Galictis, Vormela, Ictonyx, Poecilogale)                             |
|                         |                                                                                    |
|                         | Helictidinae (Sonnendachse)                                                        |
| Vorlage:Klade/Wartung/3 |                                                                                    |
|                         | Lutrinae (Otter)                                                                   |
|                         |                                                                                    |
|                         | Mustelinae (Mustela, Neogale)                                                      |
|                         |                                                                                    |

|  | Lutrinae (Otter)              |
|  |                               |
|  | Mustelinae (Mustela, Neogale) |
|  |                               |

|  | Guloninae (Echte Marder, Fischermarder, Tayra, Vielfraß) |
|  |                                                          |
|  | Melinae (Dachse, Arctonyx, Meles)                        |
|  |                                                          |

|                         | \| \| Lutrinae (Otter) \| \| \| \| \| \| Mustelinae (Mustela, Neogale) \| \| \| \| |
|                         |                                                                                    |
|                         | Ictonychinae (Galictis, Vormela, Ictonyx, Poecilogale)                             |
|                         |                                                                                    |
|                         | Helictidinae (Sonnendachse)                                                        |
| Vorlage:Klade/Wartung/3 |                                                                                    |
|                         | Lutrinae (Otter)                                                                   |
|                         |                                                                                    |
|                         | Mustelinae (Mustela, Neogale)                                                      |
|                         |                                                                                    |

|  | Lutrinae (Otter)              |
|  |                               |
|  | Mustelinae (Mustela, Neogale) |
|  |                               |

|  | Guloninae (Echte Marder, Fischermarder, Tayra, Vielfraß) |
|  |                                                          |
|  | Melinae (Dachse, Arctonyx, Meles)                        |
|  |                                                          |

|                         | \| \| Lutrinae (Otter) \| \| \| \| \| \| Mustelinae (Mustela, Neogale) \| \| \| \| |
|                         |                                                                                    |
|                         | Ictonychinae (Galictis, Vormela, Ictonyx, Poecilogale)                             |
|                         |                                                                                    |
|                         | Helictidinae (Sonnendachse)                                                        |
| Vorlage:Klade/Wartung/3 |                                                                                    |
|                         | Lutrinae (Otter)                                                                   |
|                         |                                                                                    |
|                         | Mustelinae (Mustela, Neogale)                                                      |
|                         |                                                                                    |

|  | Lutrinae (Otter)              |
|  |                               |
|  | Mustelinae (Mustela, Neogale) |
|  |                               |

|  | Guloninae (Echte Marder, Fischermarder, Tayra, Vielfraß) |
|  |                                                          |
|  | Melinae (Dachse, Arctonyx, Meles)                        |
|  |                                                          |

|                         | \| \| Lutrinae (Otter) \| \| \| \| \| \| Mustelinae (Mustela, Neogale) \| \| \| \| |
|                         |                                                                                    |
|                         | Ictonychinae (Galictis, Vormela, Ictonyx, Poecilogale)                             |
|                         |                                                                                    |
|                         | Helictidinae (Sonnendachse)                                                        |
| Vorlage:Klade/Wartung/3 |                                                                                    |
|                         | Lutrinae (Otter)                                                                   |
|                         |                                                                                    |
|                         | Mustelinae (Mustela, Neogale)                                                      |
|                         |                                                                                    |

|  | Lutrinae (Otter)              |
|  |                               |
|  | Mustelinae (Mustela, Neogale) |
|  |                               |

|  | Guloninae (Echte Marder, Fischermarder, Tayra, Vielfraß) |
|  |                                                          |
|  | Melinae (Dachse, Arctonyx, Meles)                        |
|  |                                                          |

|                         | \| \| Lutrinae (Otter) \| \| \| \| \| \| Mustelinae (Mustela, Neogale) \| \| \| \| |
|                         |                                                                                    |
|                         | Ictonychinae (Galictis, Vormela, Ictonyx, Poecilogale)                             |
|                         |                                                                                    |
|                         | Helictidinae (Sonnendachse)                                                        |
| Vorlage:Klade/Wartung/3 |                                                                                    |
|                         | Lutrinae (Otter)                                                                   |
|                         |                                                                                    |
|                         | Mustelinae (Mustela, Neogale)                                                      |
|                         |                                                                                    |

|  | Lutrinae (Otter)              |
|  |                               |
|  | Mustelinae (Mustela, Neogale) |
|  |                               |

|  | Guloninae (Echte Marder, Fischermarder, Tayra, Vielfraß) |
|  |                                                          |
|  | Melinae (Dachse, Arctonyx, Meles)                        |
|  |                                                          |

|                         | \| \| Lutrinae (Otter) \| \| \| \| \| \| Mustelinae (Mustela, Neogale) \| \| \| \| |
|                         |                                                                                    |
|                         | Ictonychinae (Galictis, Vormela, Ictonyx, Poecilogale)                             |
|                         |                                                                                    |
|                         | Helictidinae (Sonnendachse)                                                        |
| Vorlage:Klade/Wartung/3 |                                                                                    |
|                         | Lutrinae (Otter)                                                                   |
|                         |                                                                                    |
|                         | Mustelinae (Mustela, Neogale)                                                      |
|                         |                                                                                    |

|  | Lutrinae (Otter)              |
|  |                               |
|  | Mustelinae (Mustela, Neogale) |
|  |                               |

|  | Guloninae (Echte Marder, Fischermarder, Tayra, Vielfraß) |
|  |                                                          |
|  | Melinae (Dachse, Arctonyx, Meles)                        |
|  |                                                          |

|                         | \| \| Lutrinae (Otter) \| \| \| \| \| \| Mustelinae (Mustela, Neogale) \| \| \| \| |
|                         |                                                                                    |
|                         | Ictonychinae (Galictis, Vormela, Ictonyx, Poecilogale)                             |
|                         |                                                                                    |
|                         | Helictidinae (Sonnendachse)                                                        |
| Vorlage:Klade/Wartung/3 |                                                                                    |
|                         | Lutrinae (Otter)                                                                   |
|                         |                                                                                    |
|                         | Mustelinae (Mustela, Neogale)                                                      |
|                         |                                                                                    |

|  | Lutrinae (Otter)              |
|  |                               |
|  | Mustelinae (Mustela, Neogale) |
|  |                               |

|  | Guloninae (Echte Marder, Fischermarder, Tayra, Vielfraß) |
|  |                                                          |
|  | Melinae (Dachse, Arctonyx, Meles)                        |
|  |                                                          |

|                         | \| \| Lutrinae (Otter) \| \| \| \| \| \| Mustelinae (Mustela, Neogale) \| \| \| \| |
|                         |                                                                                    |
|                         | Ictonychinae (Galictis, Vormela, Ictonyx, Poecilogale)                             |
|                         |                                                                                    |
|                         | Helictidinae (Sonnendachse)                                                        |
| Vorlage:Klade/Wartung/3 |                                                                                    |
|                         | Lutrinae (Otter)                                                                   |
|                         |                                                                                    |
|                         | Mustelinae (Mustela, Neogale)                                                      |
|                         |                                                                                    |

|  | Lutrinae (Otter)              |
|  |                               |
|  | Mustelinae (Mustela, Neogale) |
|  |                               |

|  | Guloninae (Echte Marder, Fischermarder, Tayra, Vielfraß) |
|  |                                                          |
|  | Melinae (Dachse, Arctonyx, Meles)                        |
|  |                                                          |

|                         | \| \| Lutrinae (Otter) \| \| \| \| \| \| Mustelinae (Mustela, Neogale) \| \| \| \| |
|                         |                                                                                    |
|                         | Ictonychinae (Galictis, Vormela, Ictonyx, Poecilogale)                             |
|                         |                                                                                    |
|                         | Helictidinae (Sonnendachse)                                                        |
| Vorlage:Klade/Wartung/3 |                                                                                    |
|                         | Lutrinae (Otter)                                                                   |
|                         |                                                                                    |
|                         | Mustelinae (Mustela, Neogale)                                                      |
|                         |                                                                                    |

|  | Lutrinae (Otter)              |
|  |                               |
|  | Mustelinae (Mustela, Neogale) |
|  |                               |

|  | Guloninae (Echte Marder, Fischermarder, Tayra, Vielfraß) |
|  |                                                          |
|  | Melinae (Dachse, Arctonyx, Meles)                        |
|  |                                                          |

|                         | \| \| Lutrinae (Otter) \| \| \| \| \| \| Mustelinae (Mustela, Neogale) \| \| \| \| |
|                         |                                                                                    |
|                         | Ictonychinae (Galictis, Vormela, Ictonyx, Poecilogale)                             |
|                         |                                                                                    |
|                         | Helictidinae (Sonnendachse)                                                        |
| Vorlage:Klade/Wartung/3 |                                                                                    |
|                         | Lutrinae (Otter)                                                                   |
|                         |                                                                                    |
|                         | Mustelinae (Mustela, Neogale)                                                      |
|                         |                                                                                    |

|  | Lutrinae (Otter)              |
|  |                               |
|  | Mustelinae (Mustela, Neogale) |
|  |                               |

|  | Guloninae (Echte Marder, Fischermarder, Tayra, Vielfraß) |
|  |                                                          |
|  | Melinae (Dachse, Arctonyx, Meles)                        |
|  |                                                          |

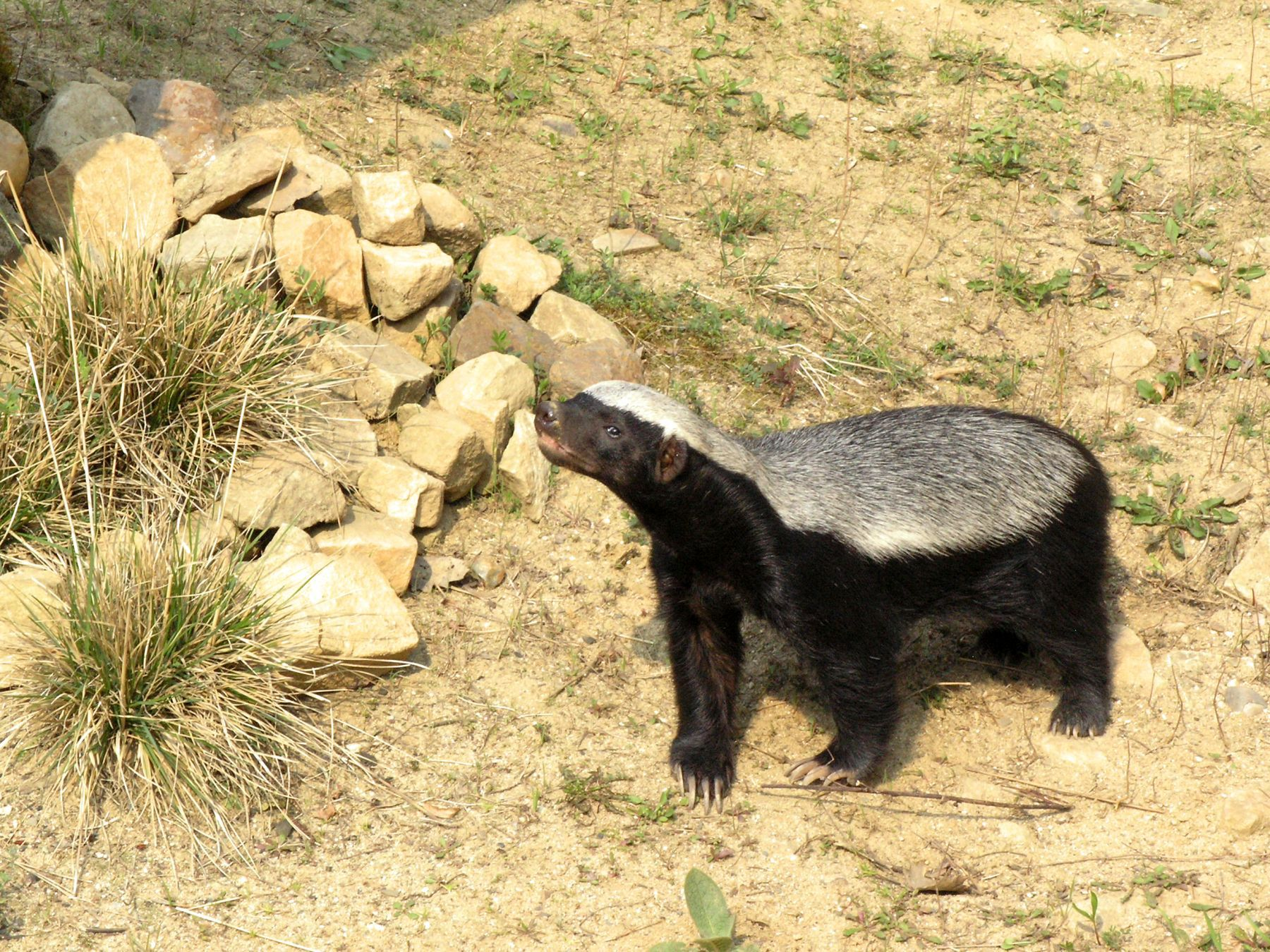
Honigdachs

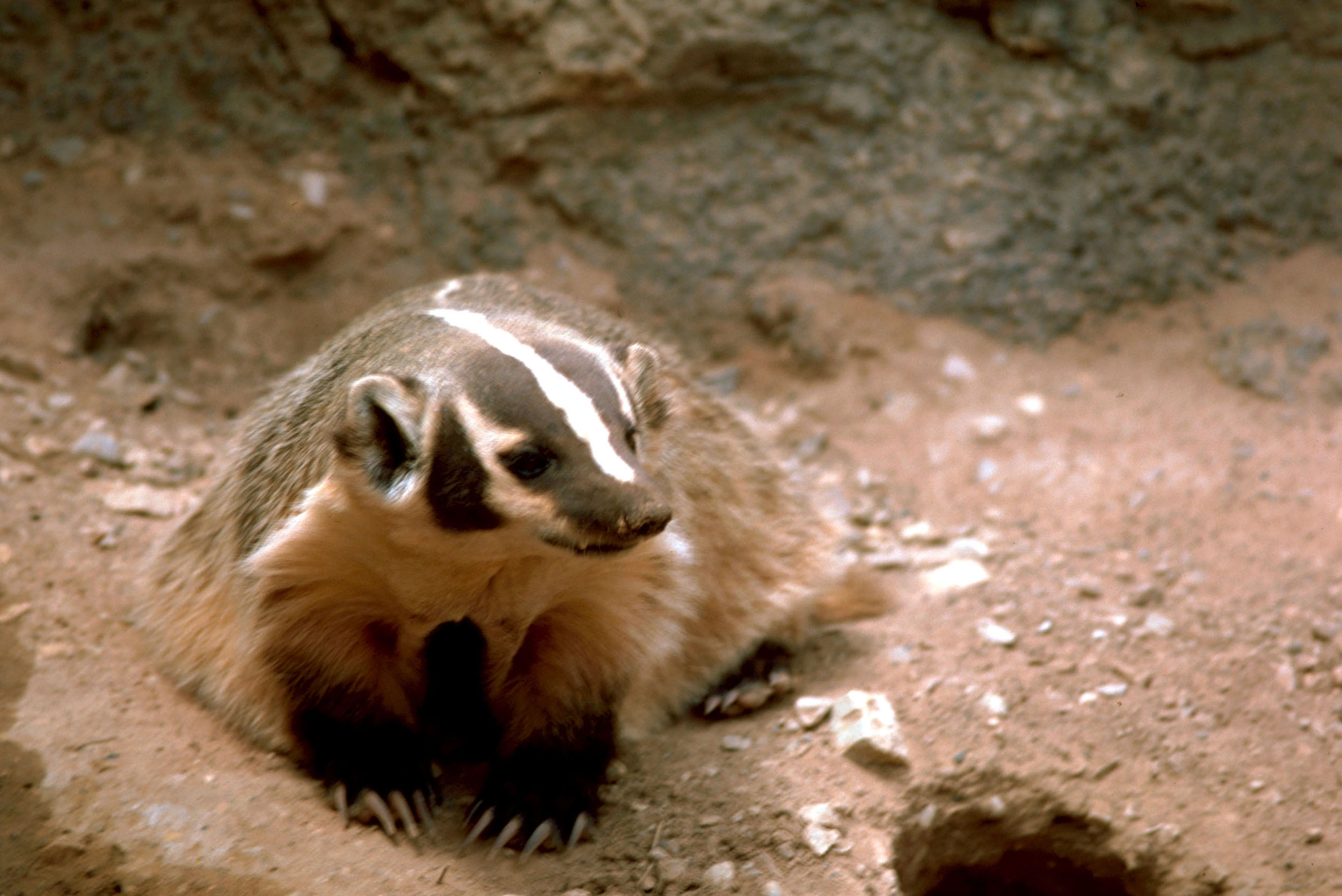
Silberdachs

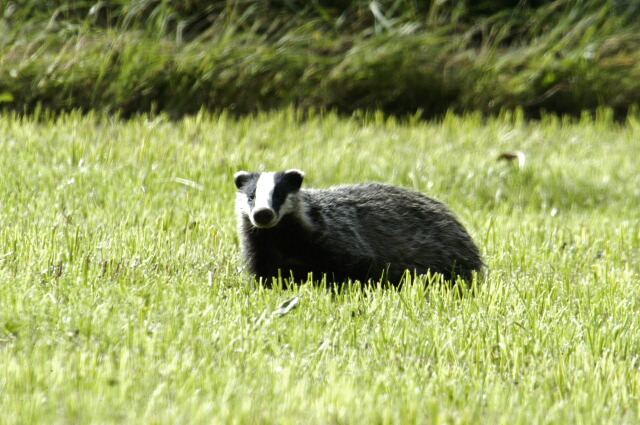
Der Europäische Dachs gehört zu den Mardern, die vorrangig von Pflanzen leben

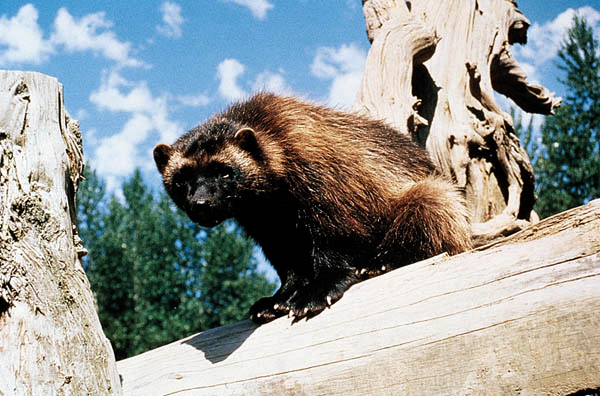
Vielfraß

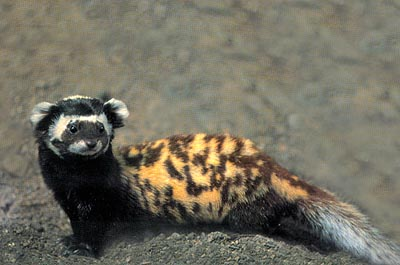
Tigeriltis

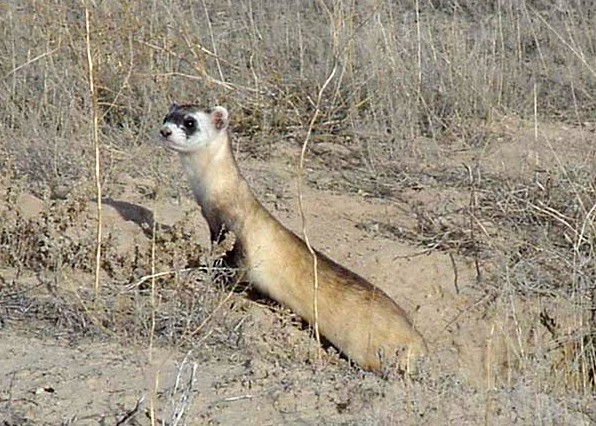
Der Schwarzfußiltis ist eine der seltensten Marderarten

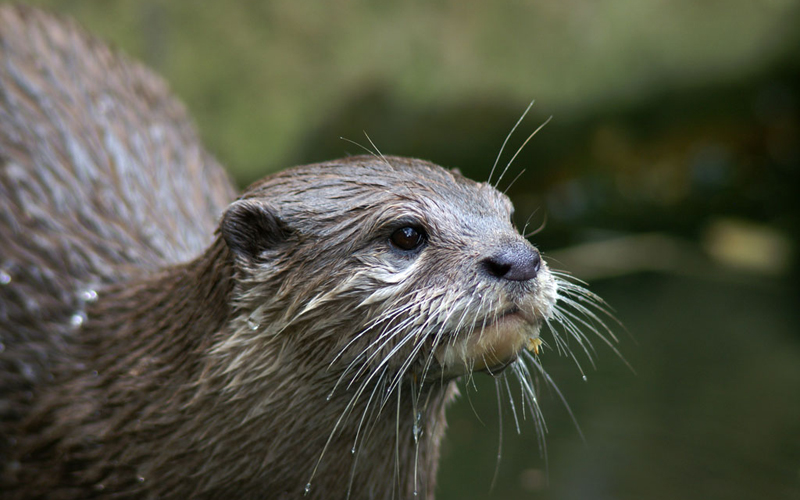
Zwergotter

Die Marder werden demnach in folgende acht Unterfamilien eingeteilt:
- Silberdachse (Taxidiinae)
  - Silberdachs (Taxidea taxus)
- Honigdachse (Mellivorinae)
  - Honigdachs (Mellivora capensis)
- Dachse (Melinae)
  - Meles, 4 Arten, darunter der Europäische Dachs (Meles meles)
  - Schweinsdachse (Arctonyx), 3 Arten
- Guloninae[4]
  - Echte Marder (Martes), 8 Arten
  - Vielfraß (Gulo gulo)
  - Fischermarder (Pekania pennanti)
  - Tayra (Eira barbara)
- Helictidinae
  - Sonnendachse (Melogale), 5 Arten
- Ictonychinae[4]
  - Grisons (Galictis), 2 Arten
  - Ictonyx mit 2 Arten: Zorilla (Ictonyx striatus) und Libysches Streifenwiesel (Ictonyx libyca)
  - Tigeriltis (Vormela peregusna)
  - Weißnackenwiesel (Poecilogale albinucha)
- Mustelinae
  - Mustela (Wiesel, Iltisse, Europäischer Nerz und andere), 16 Arten
  - Neogale mit dem Amerikanischen Nerz, dem Langschwanzwiesel, dem Tropischen Wiesel, dem Kolumbianischen Wiesel und dem ausgestorbenen Seenerz[5]
  - Patagonisches Wiesel (Lyncodon patagonicus)
- Otter (Lutrinae)
  - Altweltotter (Lutra), 3 Arten
  - Fleckenhalsotter (Hydrictis maculicollis)
  - Indischer Fischotter (Lutrogale perspicillata)
  - Neuweltotter (Lontra), 5 Arten
  - Riesenotter (Pteronura brasiliensis)
  - Fingerotter (Aonyx), 3 Arten
  - Seeotter (Enhydra lutris)

Eine ehemalige Unterfamilie, die Skunks oder Stinktiere (ehemals Mephitinae), werden nach genetischen Untersuchungen, die eine nur entferntere Verwandtschaft zu den Mardern zeigten, in einer eigenen Familie, Mephitidae, geführt. Auch die Stinkdachse, die ursprünglich ebenfalls zu den Mardern gerechnet wurden, gehören genetischen Analysen zufolge in diese Familie. Die nächsten Verwandten der Marder sind die Kleinbären. Die Mephitidae haben sich dagegen bereits vor der Abspaltung der Kleinbären von den Mardern gelöst und bilden eine Schwestergruppe zu den anderen beiden Familien.

## Stammesgeschichte
Entwicklungsgeschichtlich sind die Marder eine alte Raubtiergruppe, fossil sind sie in Europa seit dem Eozän und in Nordamerika und Asien seit dem Oligozän belegt. Die Ausbreitung dieser Gruppe dürfte zumindest in groben Zügen parallel zur Entwicklung der Nagetiere verlaufen sein. Im späten Miozän vor etwa 12 bis 9 Millionen Jahren erfolgte eine erste Welle der Spezialisierung, bei der sich die heutigen Hauptlinien der Marder herausbildeten. Dieser Vorgang wurde von der Abkühlung des Erdklimas seit dem Ende des Miozän begleitet, der die Ausbreitung von Steppen und parkartigen Landschaften nach sich zog. Die vielfältigeren Vegetationszonen dürften die Vielfalt der Marder begünstigt haben. Im Pliozän vor etwa 5 bis 2 Millionen Jahren sank die globale Durchschnittstemperatur weiter, wodurch neue Lebensräume, wie Steppen, Waldsavannen und nordische Nadelwälder entstanden. Das öffnete Nagern und Singvögeln und damit auch den Mardern als ihren Feinden neue ökologische Nischen. Dadurch entwickelten sich in einer zweiten Welle die meisten der heutigen Gattungen. So sind zahlreiche Arten der Gattung Mustela spezialisierte Nagetierjäger, mehrere Arten der Gattung Martes sind auf die nordischen Taigagebiete angewiesen.
Der Schwerpunkt der evolutionären Entwicklung lag in Eurasien, wo sich die meisten Unterfamilien und Gattungen entwickelten. Von dort wanderten verschiedene Angehörige der Familie immer wieder über Landbrücken in andere Kontinente wie Afrika und Nord- sowie Südamerika. Bereits im frühen Miozän geschah dies mit den Mardern der heute ausgestorbenen Unterfamilie Leparctinae und den sogenannten Paleomusteliden, die aus Eurasien nach Nordamerika kamen. Zum Ende des Miozän beziehungsweise am Beginn des Pliozän wanderten neuere Gattungen wie Lutra (diese könnten bereits die nah verwandte amerikanische Gattung Lontra repräsentieren) und Mustela über die Bering-Landbrücke von Eurasien nach Nordamerika ein. Auch die Dachse im engeren Sinne (Actonyx, Meles), die heute auf die Alte Welt beschränkt sind, kamen an der Grenze des Miozän zum Pliozän in Nordamerika vor. Die Nordamerikanischen Dachse, die heute durch den Silberdachs vertreten sind, waren mit Chamitataxus und Pliotaxidea ebenfalls im späten Miozän in Nordamerika verbreitet. Das Hermelin, der Schwarzfußiltis, das Mauswiesel und der Fichtenmarder dürften erst im Pleistozän aus Eurasien nach Nordamerika eingewandert sein. In Afrika ist der Fossilbericht der Marder spärlicher, allerdings ist von diesem Kontinent der größte Vertreter der Familie, Ekorus und der Otter Vishnuonyx bekannt. Südamerika erreichten die Marder vor 3 bis 2 Millionen Jahren im Pliozän, als der neu entstandene Isthmus von Panama den großen Amerikanischen Faunenaustausch zwischen Nord- und Südamerika ermöglichte. Alle Arten Südamerikas gehen auf nordamerikanische Einwanderer zurück. Der heute in Südamerika endemische Riesenotter scheint eng mit Satherium verwandt zu sein, einer ausgestorbenen Gattung aus der Zeit des nordamerikanischen Pliozän. Letztendlich liegt der Ursprung dieser Gattung ebenso wie der von anderen Südamerikanischen Mardern wie Grisons und Tayra aber wohl in Eurasien.